# Габровдол
Габровдол е село в Западна България. То се намира в община Земен, област Перник.

## География
Село Габровдол се намира в планински район, в подножието на планината Черна гора.